# Lou Ottens

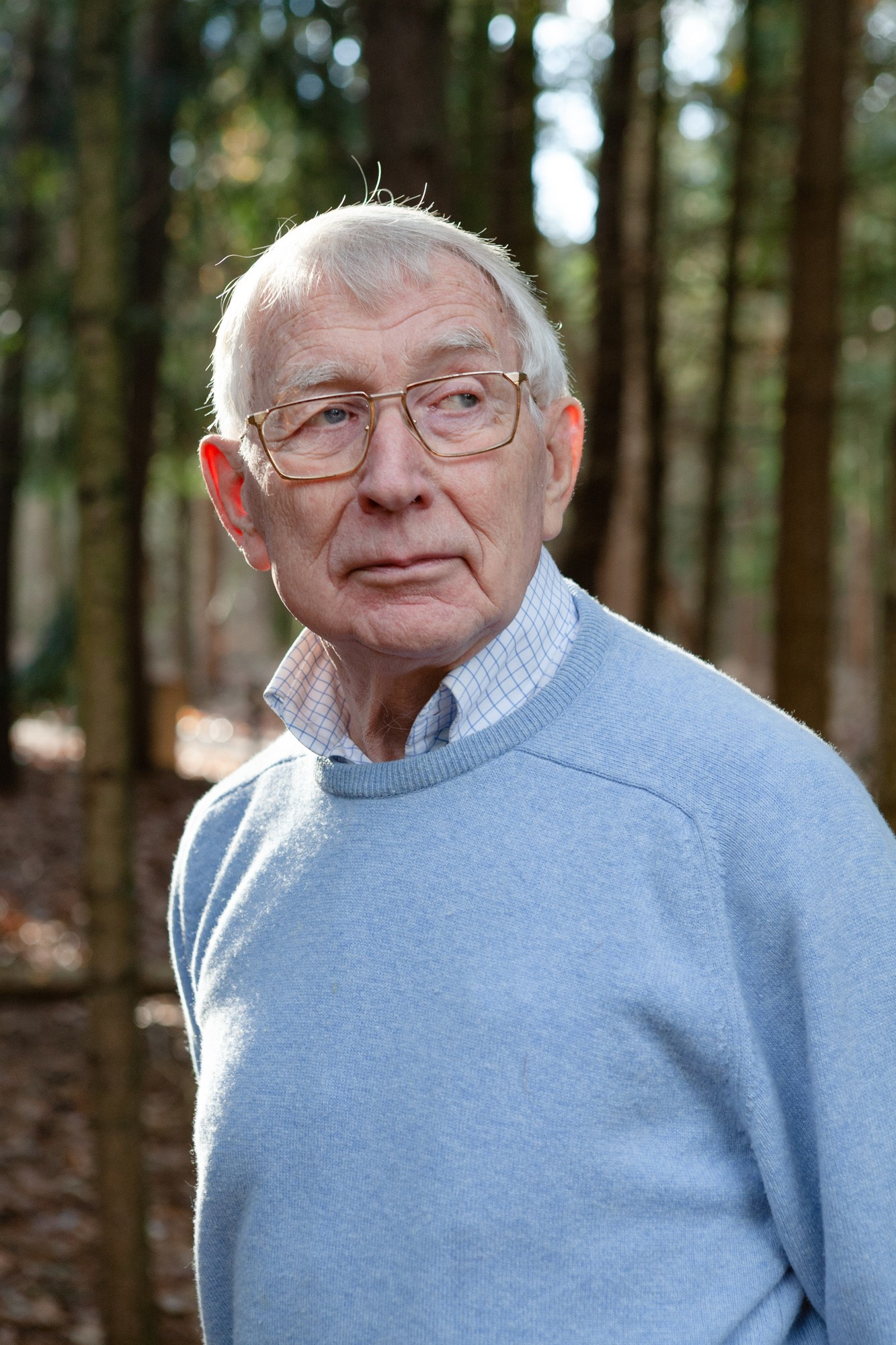
Lou Ottens, 2007

Lodewijk Frederik „Lou“ Ottens (* 21. Juni 1926 in Bellingwolde; † 6. März 2021 in Duizel) war ein niederländischer Ingenieur und Erfinder. Er war bei dem niederländischen Unternehmen Philips maßgeblich an der Entwicklung der Kompaktkassette beteiligt, die 1963 vorgestellt wurde und bis in die 1990er Jahre weltweit einer der wichtigsten Tonträger war. Ende der 1970er Jahre arbeitete er maßgeblich an der Entwicklung der Compact Disc (CD), die 1982 auf den Markt kam. Die CD ist bis heute der wichtigste Kauf-Tonträger für Musik.

## Leben
Bereits als Jugendlicher während des Zweiten Weltkriegs baute Ottens für sich ein Radio, um heimlich den Rundfunk der Alliierten mitzuhören. Nach dem Krieg arbeitete er für drei Jahre in einer Fabrik für Röntgen-Technik, um für die elterliche Familie etwas hinzuzuverdienen. Ottens studierte an der Technischen Universität (TU) in Delft. Ab 1960 arbeitete er in der Abteilung Produktentwicklung im neuen Werk des Unternehmens Philips im belgischen Ort Hasselt, wo niederländische und belgisch-flämische Entwickler eng kooperierten. Im weiteren Verlauf seiner Karriere war Ottens bei Philips in Eindhoven als Leiter der Audio-Video-Abteilung sowie als Direktor tätig (1970er Jahre).
Die Kompaktkassette wurde von Lou Ottens und seinem Entwicklungsteam in Hasselt, darunter insbesondere dem Entwickler des Gehäuses Johannes J. M. Schoenmakers, zwischen 1960 und 1963 entwickelt und Ende August 1963 vom niederländischen Unternehmen Philips eingeführt. Nicht zuletzt durch den großen Erfolg dieses neuen Tonträgers gelang es Philips bis 1970, die Marke von 5000 Mitarbeitern zu überspringen. Rund 20 Jahre später, in den Jahren 1981 und 1982, war Ottens bei Philips an der Entwicklung der Compact Disc beteiligt, die 1982 eingeführt wurde.

## Privates
Lou Ottens lebte bis zu seinem Tod in Eersel bei Eindhoven.